# 中国国民党革命委员会内蒙古自治区委员会
中国国民党革命委员会内蒙古自治区委员会，简称民革内蒙古区委会、内蒙古民革，是中国国民党革命委员会在内蒙古自治区的地方组织。